# Kobe Bryant
Kobe Bean Bryant (23. srpna 1978 Filadelfie, Pensylvánie – 26. ledna 2020 Calabasas, Kalifornie) byl americký profesionální basketbalista, který hrál na pozici menšího křídla, tzv. střílejícího rozehrávače, v týmu Los Angeles Lakers. Je považován za jednoho z nejlepších basketbalistů všech dob.
Do profesionální ligy NBA se rozhodl vstoupit přímo ze střední školy. V roce 1996 byl vybrán týmem Charlotte Hornets jako 13. volba draftu. V téže sezóně byl vyměněn do Los Angeles Lakers. Poprvé na sebe upozornil v roce 1997 vítězstvím ve smečovací soutěži Slam Dunk Contest.
Celkem vyhrál pět titulů NBA. Třikrát se Shaquillem O’Nealem, který v Los Angeles Lakers působil v letech 1996–2004. Kobe Bryant trénoval i basketbalový dívčí tým, Mamba Sports Academy, ve kterém hrála jeho druhá nejstarší dcera Gianna Bryant.
Zemřel 26. ledna 2020 po zřícení své helikoptéry v kalifornském Calabasasu společně se svou dcerou Giannou a dalšími sedmi lidmi na palubě.

## Mládí
Byl nejmladším ze tři dětí a jediným synem hráče Philadelphia 76ers Joea Bryanta a Pamely Bryantové. Také byl synovcem Johna Coxe, amerického basketbalisty, který se ovšem v NBA příliš neprosadil. Jméno mu dali po slavném steaku Kobe, který je dovážen ze stejnojmenného města v Japonsku. Když bylo Bryantovi šest let, jeho otec ukončil kariéru v NBA a odešel i s rodinou do Itálie, kde začal hrát v nejvyšší italské lize. Pro celou rodinu to mělo zásadní význam a Kobe se zde naučil plynně italsky a španělsky. Vždy na léto odjížděl na letní tábory do USA, kde se učil hrát basketbal. Jeho dědeček mu posílal videa basketbalových utkání, která mohl studovat a podle nich se zdokonalovat. Bryant hrál basketbal od tří let, ale nechybělo mnoho a mohl začít hrát fotbal. Z toho však nakonec sešlo. I přesto byl jeho nejoblíbenějším týmem AC Milán. V roce 1991 jeho otec ukončil profesionální kariéru, a tak se celá rodina navrátila do USA.

### Střední škola
Střední škola Lower Merion High School nikdy neměla výjimečné hráče až do jeho příchodu. Po skvělých výsledcích na této škole si ho trenér Philadelphia 76ers pozval na testy. Na těchto testech hrál jeden na jednoho proti Jerrymu Stackhousovi. Po výhře národního titulu v maturitním ročníku se Bryant rozhodl jít ze střední školy přímo do NBA.
Toto rozhodnutí udělalo do té doby pouze šest hráčů. V dnešní době je to naprosto běžné, např. Tracy McGrady, LeBron James, Dwight Howard, Amar'e Stoudemire. Později se Kobe nechal slyšet, že kdyby šel na vysokou školu, jeho kroky by vedly na univerzitu Duke.

## Kariéra v NBA
Jako první rozehrávač, který přišel přímo ze střední školy, byl Bryant vybrán jako 13. v prvním kole týmem Charlotte Hornets. Ale přestože si ho vybrala Charlotte, Kobe hrál od začátku v Lakers, a to díky výměně za Vlada Divace. V Lakers se začal vypracovávat po boku legend jako Lerry Drew anebo Michael Cooper.

### První tři sezóny (1996–1999)

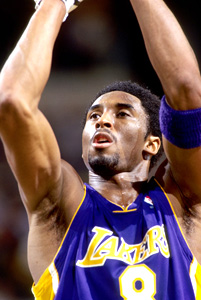
Kobe Bryant roku 1999.

Ve své první sezoně se dostával na řadu až po Eddiem Jonesovi a Nicku van Exelovi. Bryant se na začátku sezóny stal nejmladším hráčem, který kdy vstoupil do ligy, a v průběhu sezóny se stal i nejmladším hráčem v základu. Při Slam Dunk Contest (soutěž ve smečování) v roce 1997 se umístil na prvním místě.
Ve druhé sezóně se stal nejmladším hráčem v základu v All-Star game. V této sezóně se také přesunul z pozice rozehrávače na pozici křídla.
Na začátku třetí sezony při výměně van Exela a Jonese se Bryant přesunul zpět na místo rozehrávače. V této sezóně podepsal šestiletý kontrakt na 70 milionů dolarů. Už v mládí ho experti srovnávali s Michaelem Jordanem a Magicem Johnsonem. Bohužel jeho výsledky v play-off tomu vůbec nenasvědčovaly.

### Dynastie (2000–2001)
Mizérie s play-off se měla změnit s příchodem trenéra Phila Jacksona. Po letech zlepšování se stal Bryant jedním z předních rozehrávačů. Dostal se do All-Star game i do výběrů NBA. Lakers se náhle staly hlavními favority na zisk titulu. Kaliforňany hnaly především dva důležité aspekty: souhra Bryant-O'Neal a taktika trenéra Jacksona, s níž získal šest titulů s Chicago Bulls. Tyto aspekty se ukázaly jako funkční, a tak přišlo období let 2000–2002, kdy Lakers vyhráli třikrát za sebou titul, čímž vytvořili dobře fungující dynastii.

### Ztráta titulu (2002–2004)
Po třech letech nadvlády přišly roky, kdy Lakers vycházeli zkrátka. V sezóně 2002–2003 se Bryant znovu dostal do výběrů NBA a Lakers vypadli v druhém kole proti San Antonio Spurs.
Další sezónu byl Bryant zatčen za sexuální napadení. To zapříčinilo, že promeškal několik zápasů na začátku. V posledním zápase základní části proti týmu Portland Trail Blazers Bryant proměnil dva koše v poslední sekundě čtvrtiny a díky němu Lakers vyhráli zápas i titul v Pacifické divizi. V playoff, se třemi budoucími členy síně slávy (O'Neal, Malone, Payton), se Lakers dostali až do finále, kde však podlehli Detroitu Pistons. Po sezóně Phil Jackson neprodloužil kontrakt a nahradil ho Rudy Tomjanovich. Také byl vyměněn Shaquille O'Neal za Lamara Odoma, Carona Butlera a Briana Grant do Miami Heat. Den nato Bryant odmítl podepsat s Los Angeles Clippers a prodloužil s Lakers smlouvu na sedm let.

### Zklamání v playoff (2004–2007)
V této sezóně Bryant doplácel na hříchy loňského roku. Kouč Jackson ve své knize o své poslední sezóně popisuje Bryanta jako „netrénovatelného“. V půlce sezóny Rudy Tomajnovich odešel od týmu kvůli zdravotním problémům a nahradil ho bývalý asistent trenéra Frank Hamblen. I přesto všechno byl Bryant druhý nejlepší ve skórování v lize. Ale zdar Kobeho Bryanta nedolehl na tým a ten se poprvé za několik dekád nedostal do playoff.
Sezóna 2005–2006 by se dala nazvat jako křižovatka v životě Kobeho Bryanta. I přes problémy s Bryantem se k týmu vrátil Phil Jackson. Tito dva si dali za cíl dostat Lakers zpět do playoff.
22. ledna 2006 Bryant zažil svůj nejlepší zápas v životě proti Torontu Raptors. Bryant dal 81 bodů což je druhý největší počet v historii NBA. Rekord drží Wilt Chamberlain, který dal v jednom zápase 100 bodů.
Lakers zakončili sezónu v prvním kole playoff proti Phoenixu Suns. Po sezóně si zranil koleno a tak byl neschopen hrát mistrovství světa 2006.
V sezóně 2006–2007 se Bryant po deváté dostal do All-Star výběru a stal se MVP All-Star game 2007. 28. ledna 2007 udeřil Manu Ginobiliho loktem do obličeje a byl za to suspendován na jeden zápas. To samé se mu stalo 6. března 2007, kdy stejně udeřil Marka Jariče a opět dostal jednozápasový trest. Lakers se probojovali do playoff, kde znovu podlehli Phoenixu Suns.

### Rok MVP (2007–2008)
Na začátku této sezóny Bryant žádal o přestup za podmínky, že se nevrátí jeho první trenér Jerry West. West se sice nevrátil, ale po rozmluvě s Jacksonem Bryant žádost stáhl. Bryant vedl svůj tým na první místo konference a za svoje výkony v průběhu základní části si vysloužil MVP award (cena pro nejužitečnějšího hráče). V playoff se s Lakers probojoval až do finále, kde podlehli Bostonu Celtics.

### Zisk a obhajoba (2008–2010)
Po neúspěšném finále s Celtics Lakers vyhlásili útok na titul za pomoci Bryanta, Gasola a Bynuma. Vytrejdován byl také Ron Artest.
Lakers byli od začátku finále jasnými favority a od začátku sezony to také naplňovali. Bryant si konečně našel vysokou náhradu za O'Neala v podobě Paua Gasola a Andrewa Bynuma. Po vyřazení Utahu, Houstonu a Denveru v playoff je čekalo finále, kde narazili na Orlando Magic, které porazili v pěti zápasech a Bryant získal svůj čtvrtý prsten pro výherce NBA, ale první bez O'Neala. Bryant také získal Finals MVP award (nejužitečnější hráč finále).
Další rok Lakers byli možná větší favoriti než loni a znovu začali vyplňovat předpoklady laiků i expertů. Na konci základní části byli opět první v západní konferenci a cesta do finále byla opět otevřená. V prvním kole je čekal mladý tým Oklahoma City Thunder, ve druhém Utah Jazz a ve finále konference narazili na Phoenix Suns, který vyřadili v sedmi zápasech. Ve finále se znovu utkali s Bostonem Celtics pod vedením Rajona Ronda. S Bostonem je čekala další sedmi zápasová bitva, kterou také dotáhli k úspěšnému konci. Bryant získal další prsten a znovu byl vyhlášen jako Finals MVP.

### Konec kariéry (2016)
V dubnu 2016 ukončil kariéru s pěti tituly (všechny s Lakers). Ve svém posledním zápase na palubovkách NBA, který odehrál v domácí hale proti Utahu Jazz 13. dubna 2016, nastřílel 60 bodů.

## Statistiky

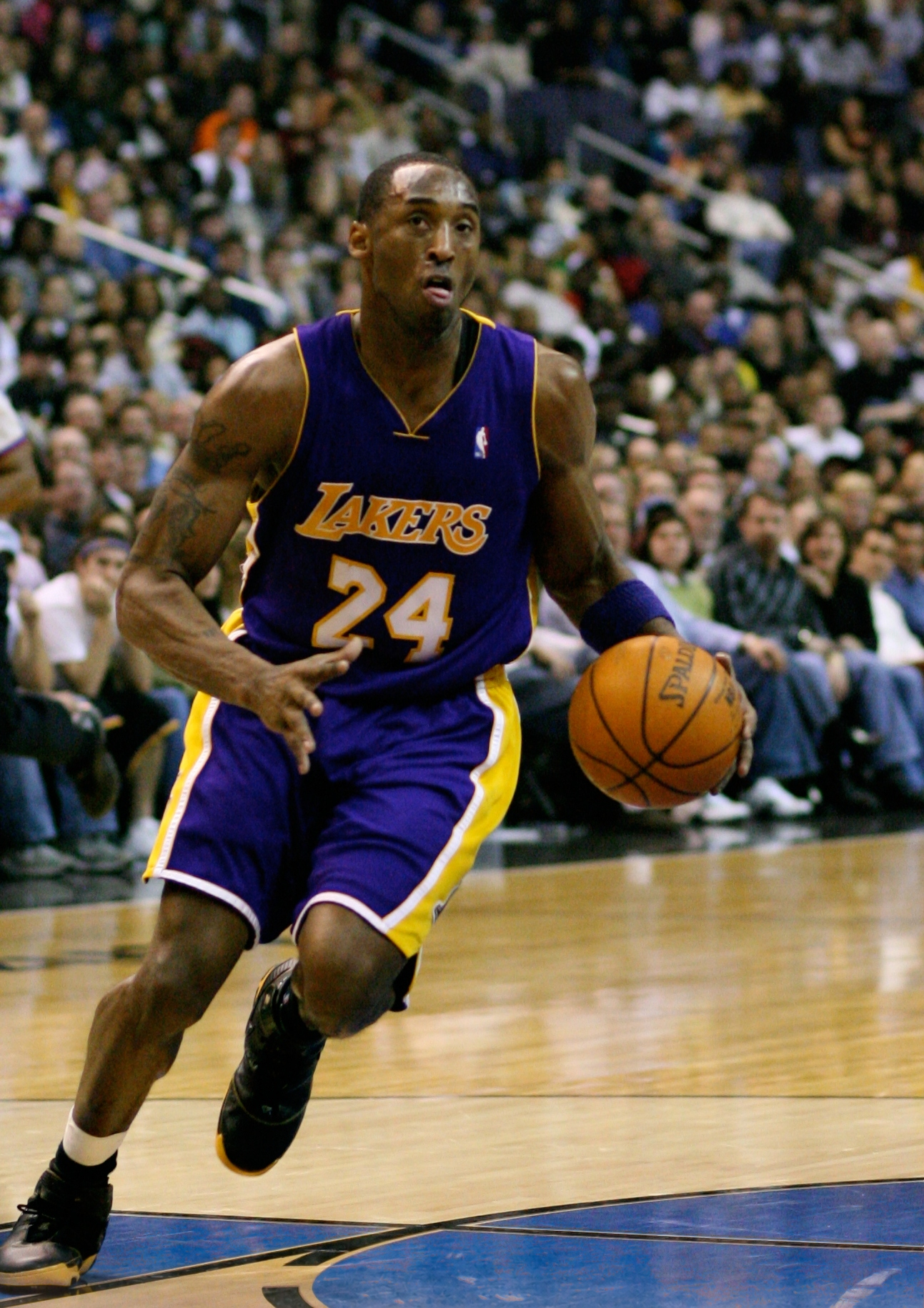
Bryant roku 2007

| Sezóna  | Zápasů | Bodů | Tým         |
| ------- | ------ | ---- | ----------- |
| 1996–97 | 71     | 539  | L.A. Lakers |
| 1997–98 | 79     | 1220 | L.A. Lakers |
| 1998–99 | 50     | 996  | L.A. Lakers |
| 1999–00 | 66     | 1485 | L.A. Lakers |
| 2000–01 | 68     | 1938 | L.A. Lakers |
| 2001–02 | 80     | 2019 | L.A. Lakers |
| 2002–03 | 82     | 2461 | L.A. Lakers |
| 2003–04 | 65     | 1557 | L.A. Lakers |
| 2004–05 | 66     | 1819 | L.A. Lakers |
| 2005–06 | 80     | 2832 | L.A. Lakers |
| 2006–07 | 77     | 2430 | L.A. Lakers |
| 2007–08 | 82     | 2323 | L.A. Lakers |
| 2008–09 | 82     | 2201 | L.A. Lakers |
| 2009–10 | 73     | 1970 | L.A. Lakers |
| 2010–11 | 82     | 2078 | L.A. Lakers |
| 2011–12 | 58     | 1616 | L.A. Lakers |